# Pszowskie Doły
Pszowskie Doły – część miasta Pszów położona w zachodniej części miasta, bez statusu dzielnicy. 
Od 1848 r. Pszowskie Doły stanowiły własną gminę wiejską. W 1927 r. przyłączono teren Pszowskich Dołów do Pszowa. W latach 1975–1994 Pszowskie Doły należały do Wodzisławia Śląskiego. Od 1995 r. ponownie są częścią miasta Pszów. Zabudowa Pszowskich Dołów składa się z domów jednorodzinnych i ma charakter podmiejski. Mieszka tu około 800 osób.